# Acacia subtiliformis
Acacia subtiliformis är en ärtväxtart som beskrevs av Bruce R. Maslin. Acacia subtiliformis ingår i släktet akacior, och familjen ärtväxter. Inga underarter finns listade i Catalogue of Life.